# Parupeneus insularis
Parupeneus insularis es una especie de peces de la familia Mullidae en el orden de los Perciformes.

## Morfología
• Los machos pueden llegar alcanzar los 30 cm de longitud total.

## Distribución geográfica
Se encuentra al este del Pacífico central: desde las Islas Hawái y la Polinesia Francesa hasta las Islas Marshall, las Marianas y  Samoa.

## Hábitat
Es un pez de mar.